# Prem Tinsulanonda
Prem Tinsulanonda —en tailandés: เปรม ติณสูลานนท์— (Mueang Songkhla, 26 de agosto de 1920-Bangkok, 26 de mayo de 2019) fue un militar tailandés retirado que fue primer ministro de su país de 1980 a 1988. Desde su retiro fue consejero del rey Bhumibol Adulyadej y de su hijo Maha Vajiralongkorn.

## Biografía
Cursó estudios en su provincia natal y más tarde en Bangkok. En 1941 ingresó en la Real Academia Militar de Tailandia y más tarde en la Escuela de Defensa Nacional. En 1959 participó en la comisión encargada del nuevo texto constitucional. Entre 1968 y 1971 fue senador, de 1972 a 1973 diputado en el Parlamento y en 1976 fue nombrado miembro del Consejo Asesor del primer ministro Tanin Kraivixien. Con Kriangsak Chomanan fue nombrado ministro del Interior (1977-1978) y ministro de Defensa (1979-1980). Tras la salida de Chomanan fue elegido primer ministro y conservó la cartera de defensa hasta 1986. En 1988 dimitió y fue designado por el rey como presidente de su Consejo Privado. Durante el golpe de Estado en Tailandia en 2006 se especuló con la posibilidad de que fuera nombrado de nuevo primer ministro de transición.
En 2016, tras la muerte del rey Bhumibol Adulyadej, asumió la regencia del reino hasta la proclamación del heredero como rey. Fue regente del rey Rama X durante las primeras siete semanas de su reinado retroactivo (13 de octubre-1 de diciembre de 2016).